# Потапьевская Хохловка
Потапьевская Хохловка — деревня в Пителинском районе Рязанской области. Входит в Потапьевское сельское поселение

## География
Находится в северо-восточной части Рязанской области на расстоянии приблизительно 4 км на север по прямой от районного центра поселка Пителино на правом берегу речки Пёт.

## История
В 1862 году здесь (тогда сельцо Елатомского уезда Тамбовской губернии) было учтено 83 двора.

## Население
Численность населения: 746 человек (1862 год), 1264 (1914), 123 в 2002 году (русские 99 %), 85 в 2010.